# Jotdog (álbum)
Jotdog es el álbum de estudio debut del grupo mexicano Jotdog. Fue lanzado en 2009 por Sei Track. El disco fue producido y arreglado por Jorge Amaro, con la voz principal de María Barracuda. Las canciones están inspiradas en su mayoría en el amor no correspondido y tratan las relaciones románticas desde diferentes puntos de vista. Musicalmente, el álbum se inspiró en el electropop y el synthpop de los años 80 al tiempo que incorporaba música dance y hook. 
El álbum recibió críticas positivas, los especialistas elogiaron la producción de Amaro y las letras de Barracuda, y compararon su formación y estilo musical con bandas como Garbage y Mecano. Los sencillos «Hasta contar a mil», «Resistir» y «Las pequeñas cosas», fueron bien recibidos por el público. Jotdog promovió el álbum interpretando las canciones en varias presentaciones en vivo. Y fue relanzado con un DVD extra con características adicionales y además recibió nominaciones para los Premios Oye! y los Premios Grammy Latinos.

## Antecedentes
Jotdog es una banda de pop mexicana formada por María Barracuda, Jorge «Chiquis» Amaro, y originalmente por Alejandro Midi. Su estilo musical se define como pop melódico, «con mensajes surrealistas para dejar un ambiente festivo, con mensajes inteligentes, claros y urbanos». Los miembros de la banda también tenían carreras por su cuenta antes de formar la banda. Amaro ha sido miembro de las bandas mexicanas Fobia, Neón, Rostros Ocultos y Kenny y Los Eléctricos, y también es productor, ingeniero de sonido y arreglista para artistas como Natalia Lafourcade, Maná, Ricardo Arjona, Timbiriche y Víctimas del Doctor Cerebro; Barracuda tuvo una carrera en solitario; y Ortega tocaba sintetizadores en Moenia.

## Producción
Amaro y Barracuda se juntaron en 2005 para desarrollar canciones para otros artistas, ya que trabajaron en el álbum debut de Barracuda. Su estilo musical estaba bajo la onda pop. En esas sesiones de trabajo escribieron «Lo que digo yo», «El beso» y «I love you», que les gustó y decidieron quedarselas para luego incluirlo en su disco. Para que la gente conociera estas canciones, Amaro y Barracuda abrieron una cuenta de MySpace sin decir sus nombres, «para que ellos [la gente] escucharan sin prejuicios». Después de eso, comenzaron a tocar en bares e invitaron a sus amigos a tocar, Iván González de Maná y Midi de Moenia. Las pistas fueron producidas por Amaro y la letra escrita por él y Barracuda. El álbum incluye 11 canciones originales y una versión en español de «True colors», originalmente interpretada por Cyndi Lauper. Sobre la interpretación de la canción, Barracuda dijo: «Es una canción que siempre me gustó y fue parte del mismo accidente. Había varias canciones que teníamos preparadas para otrs artistas y nos quedamos con las mejores y desarrollamos este proyecto». «Hasta contar a mil» fue elegido como primer sencillo. seguido de «Resistir» y «Las pequeñas cosas».

## Recepción
Mariano Prunes de Allmusic le dio al álbum cuatro estrellas (de cinco), y nombró el álbum «una mezcla pop astutamente diseñada por un productor multiinstrumentista inteligente y una cantante seductora», elogiando su elección de reemplazar el punk alternativo/edge con el synth pop de los años 80, con «Hasta contar a mil», «El beso» y «Piensa en mí» mencionados como canciones destacadas del disco. Prunes también se refirió a Jotdog como la respuesta mexicana a la banda estadounidense Garbage y también afirmó que la banda española Mecano era la «influencia más obvia» del grupo. También dijo que las pistas orientadas a bailar como «Baila sin parar» eran emocionalmente planas y aburridas.

## Lista de canciones
- Información adoptada de la revista Billboard y de las notas de la carátula del álbum.[15]

| CD (Edición Estándar) |                       |                                       |          |  |
| N.º                   | Título                | Escritor(es)                          | Duración |  |
| 1.                    | «Hasta contar a mil»  | Jorge Amaro                           | 3:26     |  |
| 2.                    | «Lo Que Digo Yo»      | María Barracuda, Amaro                | 3:13     |  |
| 3.                    | «El Beso»             | Barracuda, Amaro                      | 3:40     |  |
| 4.                    | «Las pequeñas cosas»  | Barracuda, Amaro                      | 3:54     |  |
| 5.                    | «Piensa En Mí»        | Barracuda, Amaro, I. Glez             | 3:51     |  |
| 6.                    | «Resistir»            | Amaro                                 | 3:35     |  |
| 7.                    | «Pobrecito»           | Barracuda, Amaro                      | 3:50     |  |
| 8.                    | «Colores»             | Tom Kelly, Billy Steinberg, Barracuda | 3:55     |  |
| 9.                    | «Mírame! Mírate!»     | Barracuda, Amaro                      | 3:49     |  |
| 10.                   | «Baila Sin Parar»     | Barracuda, Amaro                      | 3:49     |  |
| 11.                   | «Vives en Mis Sueños» | Barracuda, Amaro                      | 3:30     |  |
| 40:08                 |                       |                                       |          |  |

| Edición de lujo — CD |                                                    |                                       |          |  |
| N.º                  | Título                                             | Escritor(es)                          | Duración |  |
| 1.                   | «I Love You»                                       | María Barracuda, Jorge Amaro          | 3:34     |  |
| 2.                   | «Lo Que Digo Yo»                                   | Barracuda, Amaro                      | 3:13     |  |
| 3.                   | «Hasta contar a mil»                               | Amaro                                 | 3:26     |  |
| 4.                   | «El Beso»                                          | Barracuda, Amaro                      | 3:40     |  |
| 5.                   | «Las pequeñas cosas»                               | Barracuda, Amaro                      | 3:54     |  |
| 6.                   | «Vives en Mis Sueños»                              | Barracuda, Amaro                      | 3:30     |  |
| 7.                   | «Pobrecito»                                        | Barracuda, Amaro                      | 3:50     |  |
| 8.                   | «Piensa en Mí (Versión alternativa)»               | Barracuda, Amaro, I. Glez             | 3:51     |  |
| 9.                   | «Resistir»                                         | Amaro                                 | 3:35     |  |
| 10.                  | «Colores»                                          | Tom Kelly, Billy Steinberg, Barracuda | 3:55     |  |
| 11.                  | «Mírame! Mírate! (Invencible)»                     | Barracuda, Amaro                      | 3:49     |  |
| 12.                  | «Baila Sin Parar»                                  | Barracuda, Amaro                      | 3:49     |  |
| 13.                  | «Corazón Violento»                                 | Barracuda, Amaro                      | 3:27     |  |
| 14.                  | «Las pequeñas cosas (Versión Sweet Suite por PGG)» | Barracuda, Amaro                      | 6:25     |  |
| 15.                  | «Piensa en Mí»                                     | Barracuda, Amaro, I. Glez             | 3:51     |  |

| Edición de lujo — DVD |                                                  |          |  |
| N.º                   | Título                                           | Duración |  |
| 1.                    | «Hasta contar a mil (Video)»                     |          |  |
| 2.                    | «Hasta contar a mil (Making of)»                 |          |  |
| 3.                    | «Resistir (Video)»                               |          |  |
| 4.                    | «Resistir (Making of)»                           |          |  |
| 5.                    | «Las pequeñas cosas (Making of)»                 |          |  |
| 6.                    | «Piensa en Mí (Versión alternativa) (Making of)» |          |  |

## Créditos
En orden alfabético.
- Ashley Lynn Hall – Peinado
- Billy Steinberg – Composición
- Cristina Costa – Diseñador de vestuario
- Gabriel Bronfman – Violoncelo
- I. González – Composición, piano

- Jorge Amaro – Bajo, batería, composición, coros
- Leo Glez Bricio – Arte

- María Barracuda – Composición, vocal
- Sergio Santa Cruz – Coros
- Tom Kelly – Composición
- Tom Peluso – Coros

## Listas
El álbum debutó en el número 87 en las listas de AMPROFON, subiendo al número 52 después de nueve semanas.

### Semanales
| País   | Lista (2010)     | Mejor posición | Ref.   |
| ------ | ---------------- | -------------- | ------ |
| México | AMPROFON Top 100 | 52             | [ 17 ] |

## Nominaciones
En 2010, el álbum fue nominado para los Premios Oye! en la categoría Mejor Álbum Pop de Dúo/Grupo, pero perdió ante Dejarte de amar de la banda Camila. En el mismo año, fue nominado a un Grammy Latino en la categoría Mejor Álbum Vocal de Rock por Dúo o Grupo, pero también perdió ante Dejarte de amar de Camila.
| Año  | Entrega       | Categoría             | Nominación | Resultado | Ref.   |
| ---- | ------------- | --------------------- | ---------- | --------- | ------ |
| 2010 | Premios Oye!  | Mejor álbum pop       | Jotdog     | Nominado  | [ 20 ] |
| 2010 | Grammy Latino | Mejor álbum pop vocal | Jotdog     | Nominado  | [ 2 ]  |

## Historial de lanzamiento
| País              | Fecha                    | Formato(s)       | Edición(es) | Sello           | Ref.   |
| ----------------- | ------------------------ | ---------------- | ----------- | --------------- | ------ |
|                   | 6 de junio de 2009       | Descarga digital | Estándar    | OCESA Sei Track | [ 21 ] |
| Bandera de México | 19 de septiembre de 2009 | CD               | Estándar    | OCESA Sei Track |        |
| Bandera de México | 7 de junio de 2010       | CD/DVD           | Especial    | OCESA Sei Track | [ 22 ] |